# Сорочиця срібноспинна
Сорочиця срібноспинна (Cracticus argenteus) — вид горобцеподібних птахів родини ланграйнових (Artamidae). Інколи вважається підвидом сорочиці сіроспинної (Cracticus torquatus).

## Поширення
Ендемік Австралії. Поширений на півночі країни, де він досить поширений уздовж прибережної смуги регіону Кімберлі та Арнемленду, і на південь до північної частини Великої піщаної пустелі та Танамі. Живе у відкритих евкаліптових лісах з наявністю галявин та відкритих ділянок, де можна отримати їжу.

## Опис
Птах середнього розміру, завдовжки 27—30 см, вагою 68—112 г. Це птах з міцною статурою, довгим квадратним хвостом, великою прямокутною головою, міцним дзьобом з трохи загнутим кінчиком верхньої щелепи. Спина та крила попелясто-сірі. Махові пера з чорними краями, а криючі крил з нечіткими білими смугами. Нижня поверхня крил також біла. Голова чорна. Горло, сторони шиї, грудеи, боки і черево сірувато-білі, з відтінками пісочного кольору в центральній частині грудей. Хвіст чорний з білою основою.

## Спосіб життя
Трапляється поодинці або у дрібних сімейних зграях. Проводить більшу частину дня сидячи на високому дереві, вишукуючи поживу. Всеїдний птах. Живиться великими комахами та іншими безхребетними, дрібними хребетними, яйцями птахів і плазунів, фруктами, ягодами, нектаром. Сезон розмноження триває з червня по січень з піком у вересні і жовтні. Утворює моногамні пари. Чашоподібне гніздо будує на гілках дерев. У кладці 2-5 яєць. Інкубація триває 25 днів. Пташенят доглядають обоє партнерів.

## Підвиди
- Cracticus argenteus argenteus Gould, 1841 — номінальний підвид, поширений у західній частині ареалу;
- Cracticus argenteus colletti Mathews, 1912 — поширений у західній частині ареалу.